# Oxen
Oxenés una pel·lícula dramàtica sueca de 1991 dirigida per Sven Nykvist. Va escriure el guió amb Lasse Summanen basant-se en la novel·la homònima de Siv Cedering.

## Sinopsi
A Suècia el 1860, el país està passant una època de males collites. Una família pobra de camperols suecs s'està morint de fam. La desesperació els porta a robar un bou del seu terratinent, creient que no se n'adonarà pas. Tanmateix, el delicte s'acava revelant .

## Repartiment
- Stellan Skarsgård - Helge Roos
- Ewa Fröling - Elfrida Roos
- Lennart Hjulström - Svenning Gustavsson
- Max von Sydow - Vicari
- Liv Ullmann - Mrs. Gustafsson
- Björn Granath - Flyckt
- Erland Josephson - Sigvard Silver
- Rikard Wolff - Johannes
- Helge Jordal - Navvy

## Premis
Va ser nominat a l'Oscar a la millor pel·lícula de parla no anglesa als Premis Oscar de 1991. També es va projectar en la secció Un certain regard al 45è Festival Internacional de Cinema de Canes. Sven Nykvist va ser nominat per al premi a la Millor Fotografia en els 27è Premis Guldbagge.